# Böxlund
Böxlund település Németországban, Schleswig-Holstein tartományban. Lakosainak száma 126 fő (2023. december 31.).

## Népesség
A település népességének változása:
| Lakosok száma | 106  | 98   | 97   | 112  | 126  | 126  |
|               | 1975 | 2017 | 2019 | 2021 | 2022 | 2023 |